# Acanthovalva focularia
Acanthovalva focularia is een vlinder van de familie van de spanners (Geometridae). De wetenschappelijke naam van deze soort is voor het eerst voorgesteld als Eurranthis focularia door Carl Geyer in een publicatie uit 1837.
De soort komt voor in Namibië en Zuid-Afrika.